# Lev Davidovich Landau
Lev Davidovich Landau (tiếng Nga: Лев Давидович Ландау) (22/1/1908 – 1/4/1968), một nhà vật lý Liên Xô nổi tiếng với những đóng góp trong vật lý lý thuyết.
Ông là viện sỹ Viện Hàn lâm Khoa học Liên Xô bầu năm 1946. Ông là Thành viên nước ngoài của Hội Hoàng gia Luân Đôn (1960), Viện Hàn lâm Khoa học Quốc gia Hoa Kỳ (1960), Hội Khoa học Hoàng gia Đan Mạch (1951), Viện Hàn lâm Khoa học và Nghệ thuật Hoàng gia Hà Lan (1956), Viện Hàn lâm Khoa học và Nghệ thuật Hoa Kỳ (1960) và Viện Hàn lâm Khoa học Leopoldina (1964), Hiệp hội Vật lý Pháp và Hiệp hội Vật lý Luân Đôn.
Ông đoạt giải Nobel Vật lý năm 1962 cho đóng góp trong Lý thuyết toán của sự siêu chảy. Ngoài ra là các danh hiệu hoặc giải thưởng: Anh hùng lao động xã hội chủ nghĩa (1954). Huy chương Max Planck (CH Liên bang Đức, 1960), Giải Fritz London (1960), Giải thưởng Nhà nước Liên Xô: Giải Lenin (1962) và ba lần Giải Stalin (1946, 1949, 1953).
Ví dụ: phương pháp ma trận mật độ ứng dụng trong cơ học lượng tử, lý thuyết lượng tử về nghịch từ, lý thuyết về hiện tượng siêu chảy, lý thuyết về chuyển pha bậc 2, lý thuyết Ginzburg-Landau về siêu dẫn, lý thuyết chất lỏng Fermi, sự tắt dần Landau trong vật lý plasma, điểm cực Landau trong điện động lực học lượng tử,...